# 利內亞
51°24′33″N 30°50′5″E / 51.40917°N 30.83472°E
利内亞（烏克蘭語：Линея），是烏克蘭北部切爾尼希夫州切爾尼希夫區米哈伊洛-科秋宾斯凯市镇的村落。始建於1860年，面積0.22平方公里，海拔高度128米，2001年人口92，人口密度每平方公里422人。